# Storeborg
Storeborg, også kendt som Grønneborg, er en formodet tilflugtsborg fra jernalderen beliggende ved Spællinge Mose i Rø på Bornholm. Borgen er opført på en  klippeknude og har været beskyttet af naturlige skrænter samt menneskeskabte volde.
Voldstedet har været fredet siden 1937.

## Beliggenhed og topografi
Storeborg ligger cirka 3,5 km fra kysten i Rø Sogn, nær grænsen til Rutsker Højlyng. Klippeknuden hæver sig omkring 17 meter over Spællinge Mose og er omgivet af stejle skrænter mod øst og sydøst. Mod nord og nordvest er borgen beskyttet af en vold opført af jord og sten. Voldstedet måler cirka 90 meter i længden og op til 28 meter i bredden. Adgangen til borgen har sandsynligvis været fra sydvest, hvor der er spor af en stenbelagt vej, der fører op til volden..

## Historie
Borgen antages at være opført omkring år 0 som en tilflugtsborg i jernalderen. Det er muligt, at borgen kun har været i brug i en kort periode, måske i forbindelse med en truende konflikt, og derefter er blevet opgivet. Der er ingen arkæologiske fund, der kan datere borgen præcist, hvilket er karakteristisk for tilflugtsborge, der ofte var ubeboede og kun blev anvendt i nødsituationer.
Anlæggelsen af Allinge-Sandvig-banen i begyndelsen af 1900-tallet har ødelagt en del af voldstedet. Det blev fredet i 1937.

### Arkæologiske undersøgelser
I 1942-44 blev der under tørvegravning i Spællinge Mose fundet en stenlagt vej, der fra sydøst førte til Storeborg. Vejen har muligvis fungeret som en hemmelig adgangsvej for lokalkendte.
I foråret 2024 blev området omkring Storeborg ryddet for at muliggøre arkæologiske undersøgelser med henblik på at afklare, om der faktisk har været en borg på stedet. Disse undersøgelser er en del af et større forskningsprojekt, der har til formål at kortlægge og datere Bornholms ukendte borge ved hjælp af geofysiske metoder og målrettede arkæologiske udgravninger..